# Kampania atlancka
Kampania atlancka – seria bitew toczonych na zachodnim froncie wojny secesyjnej podczas lata roku 1864. Unijna armia gen. dyw. Williama Shermana najechała Georgię w pobliżu miasta Chattanooga w początkach maja. Przeciw niej wystąpił generał Joseph Eggleston Johnston.
Armia Tennessee dowodzona przez Johnstona wycofała się w kierunku Atlanty, zmuszona flankującymi manewrami grupy armii Shermana. W lipcu konfederacki prezydent Jefferson Davis zastąpił Johnstona bardziej agresywnym Johnem Bellem Hoodem, który nękał unionistów serią ataków frontalnych. Jego armia została ostatecznie oblężona w Atlancie, która padła 2 września, przyspieszając koniec wojny.

## Przyczyny
Kampania o Atlantę była bezpośrednim rezultatem zwycięstwa pod Chattanoogą w listopadzie 1863. Miasto zwane było „bramą na południe”, a jego zdobycie otworzyło przejście. Po tym jak Grant został mianowany na głównodowodzącego armii Unii, pozostawił pieczę nad zachodnimi armiami swojemu ulubionemu podwładnemu Williamowi Shermanowi. Zamiarem Granta było ciągłe naciskanie konfederatów serią skoordynowanych ofensyw. Podczas gdy on, George Meade, Benjamin Butler, Franz Sigel, George Crook oraz William Averell kroczyli przez Wirginię przeciwko Robertowi E. Lee, zaś Nathaniel Prentice Banks próbował zdobyć Mobile, Shermanowi zostało przykazane pokonanie armii Johnstona, zdobycie Atlanty i uderzanie przez Georgię na Głębokie Południe.

## Zaangażowane siły
Główni dowódcy Unii

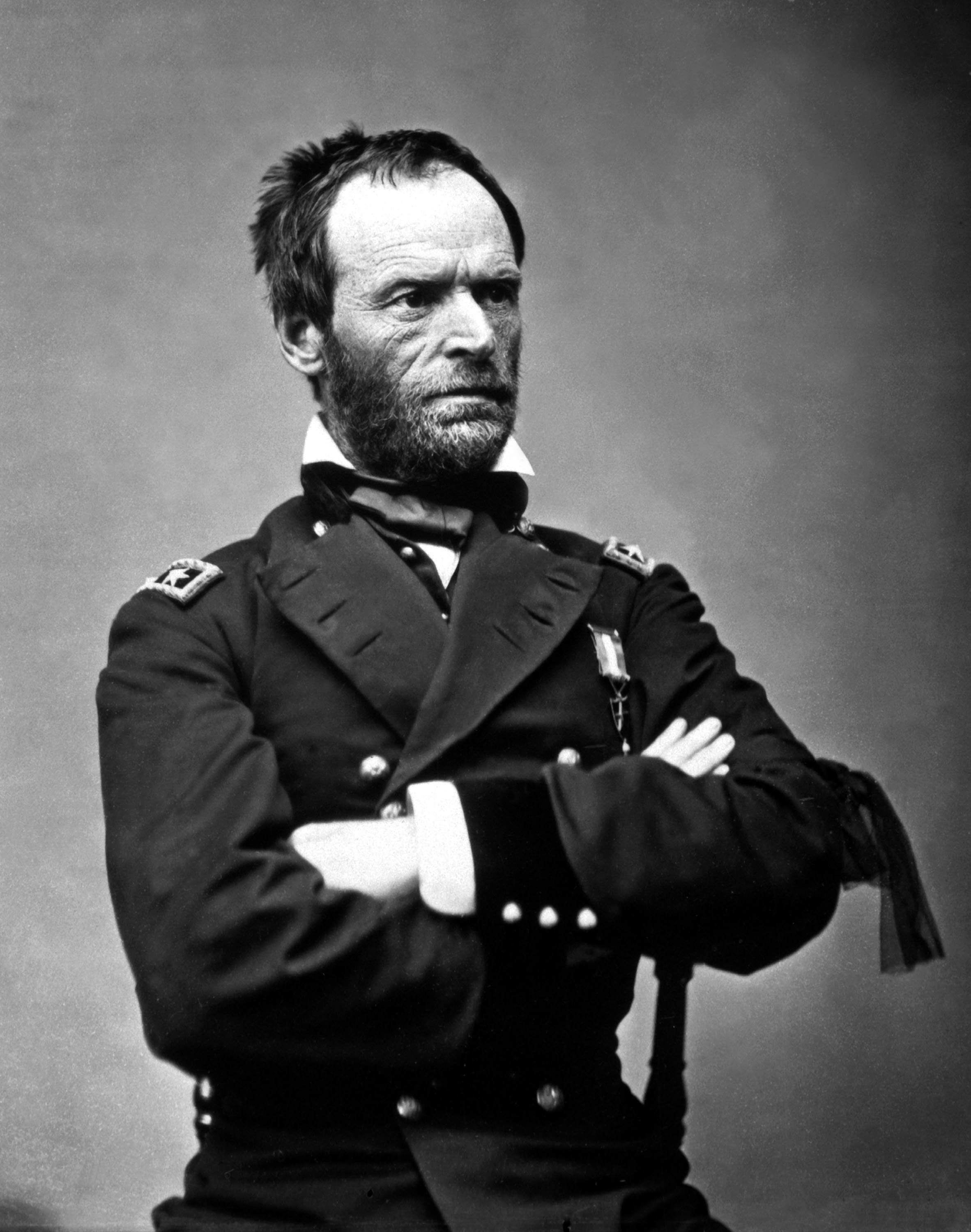
Gen. dyw. William Sherman
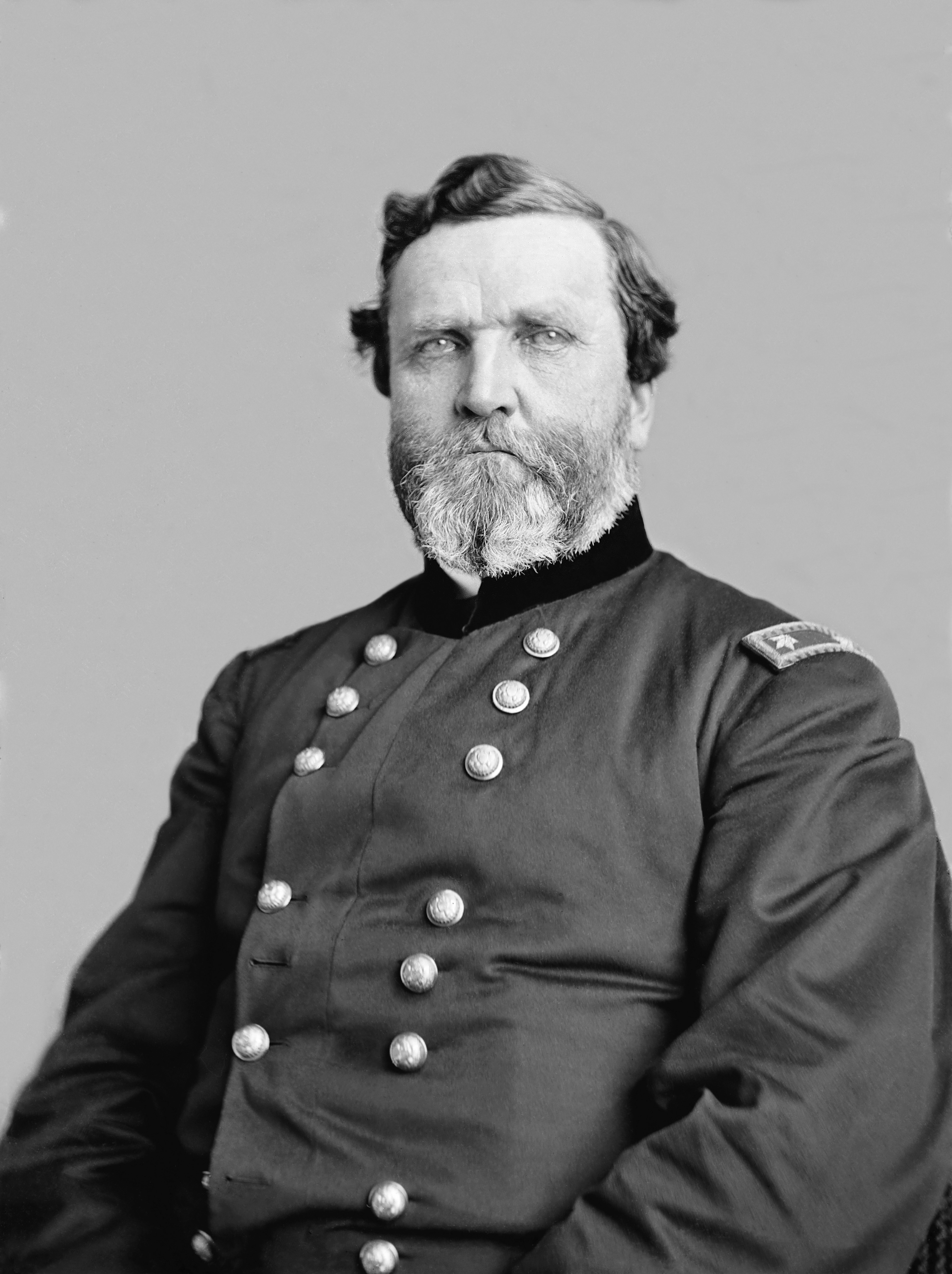
Gen. dyw. George Thomas
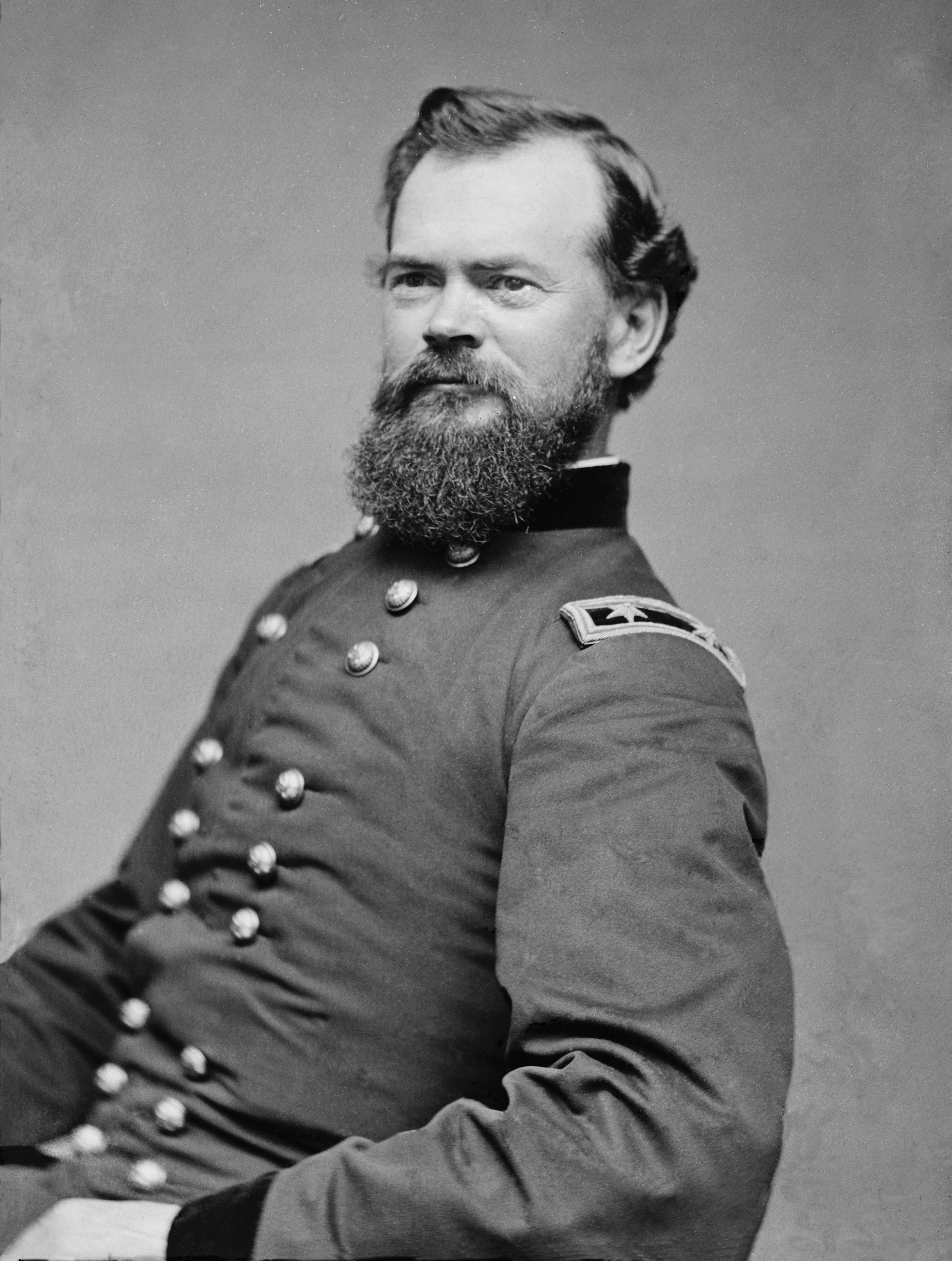
Gen. dyw. James McPherson
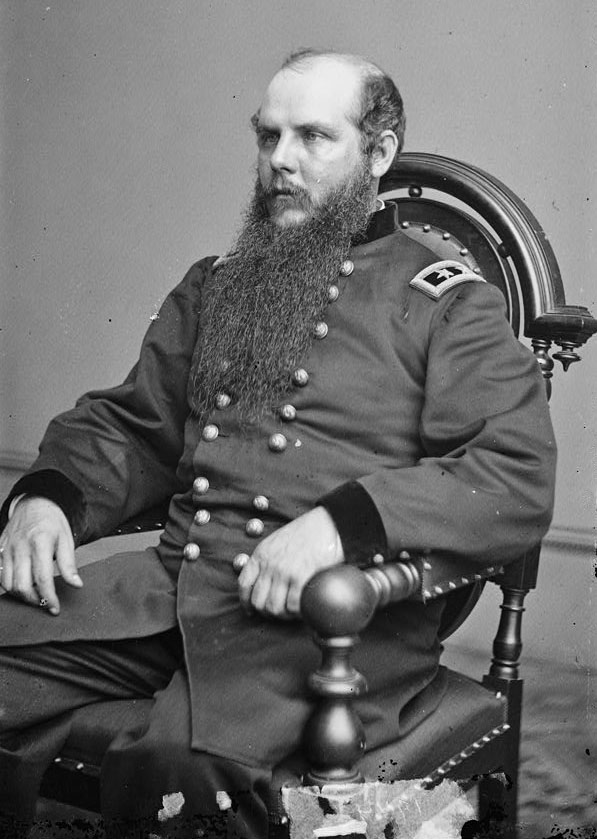
Gen. dyw. John Schofield
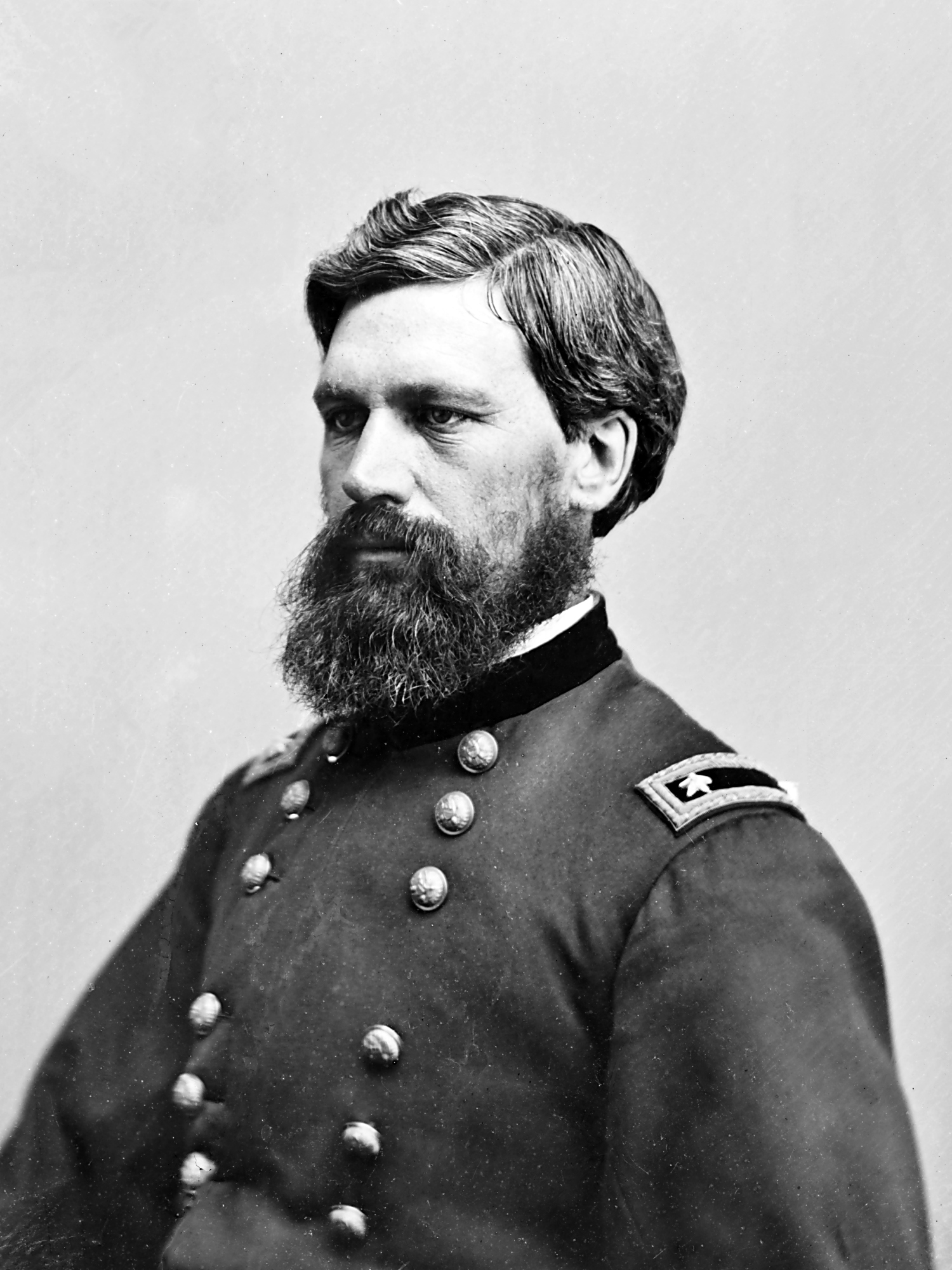
Gen. dyw. Oliver Howard

Główni dowódcy Konfederacji

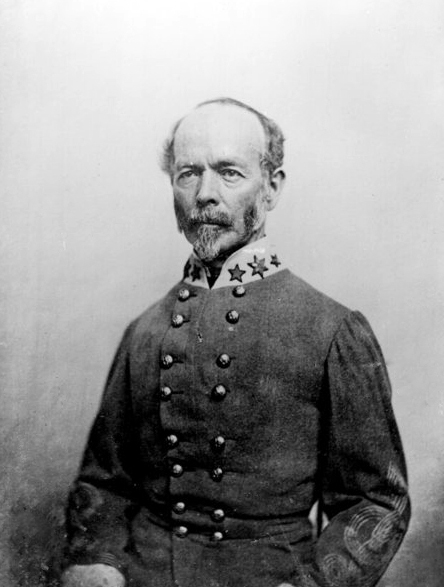
Gen. Joseph Johnston
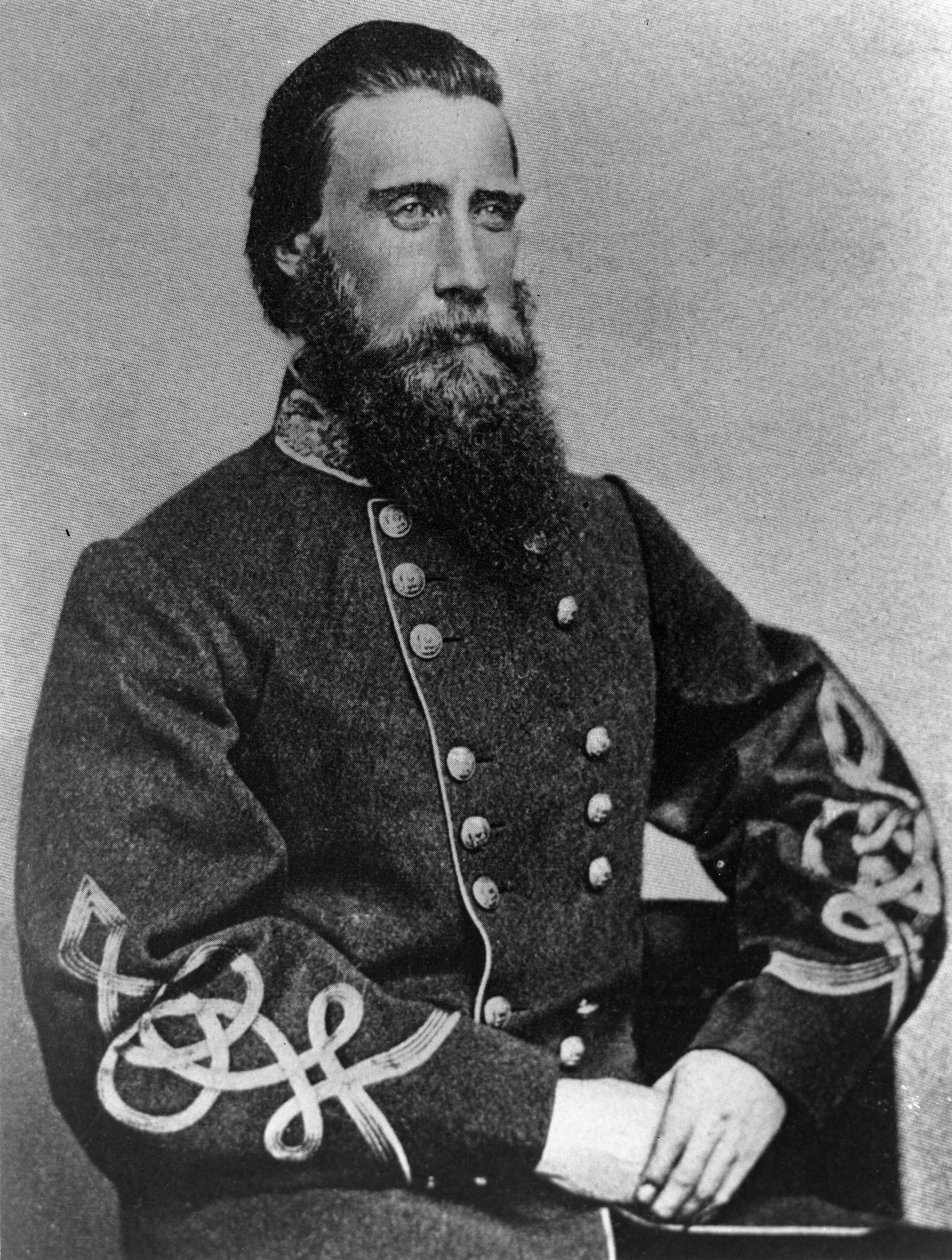
Gen. br. John Bell Hood
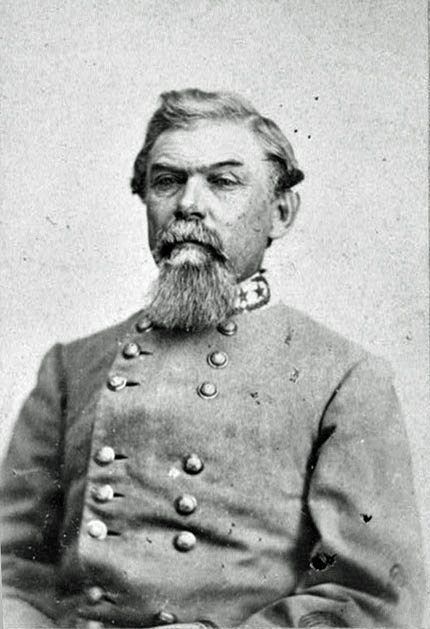
Gen. br. William Hardee
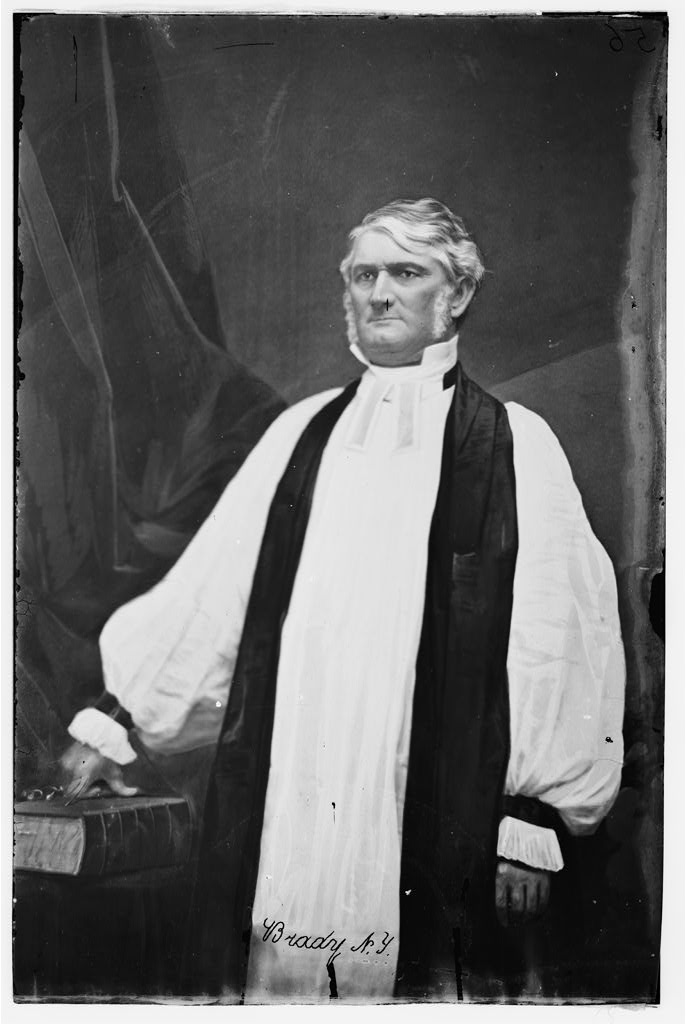
Gen. br. Leonidas Polk
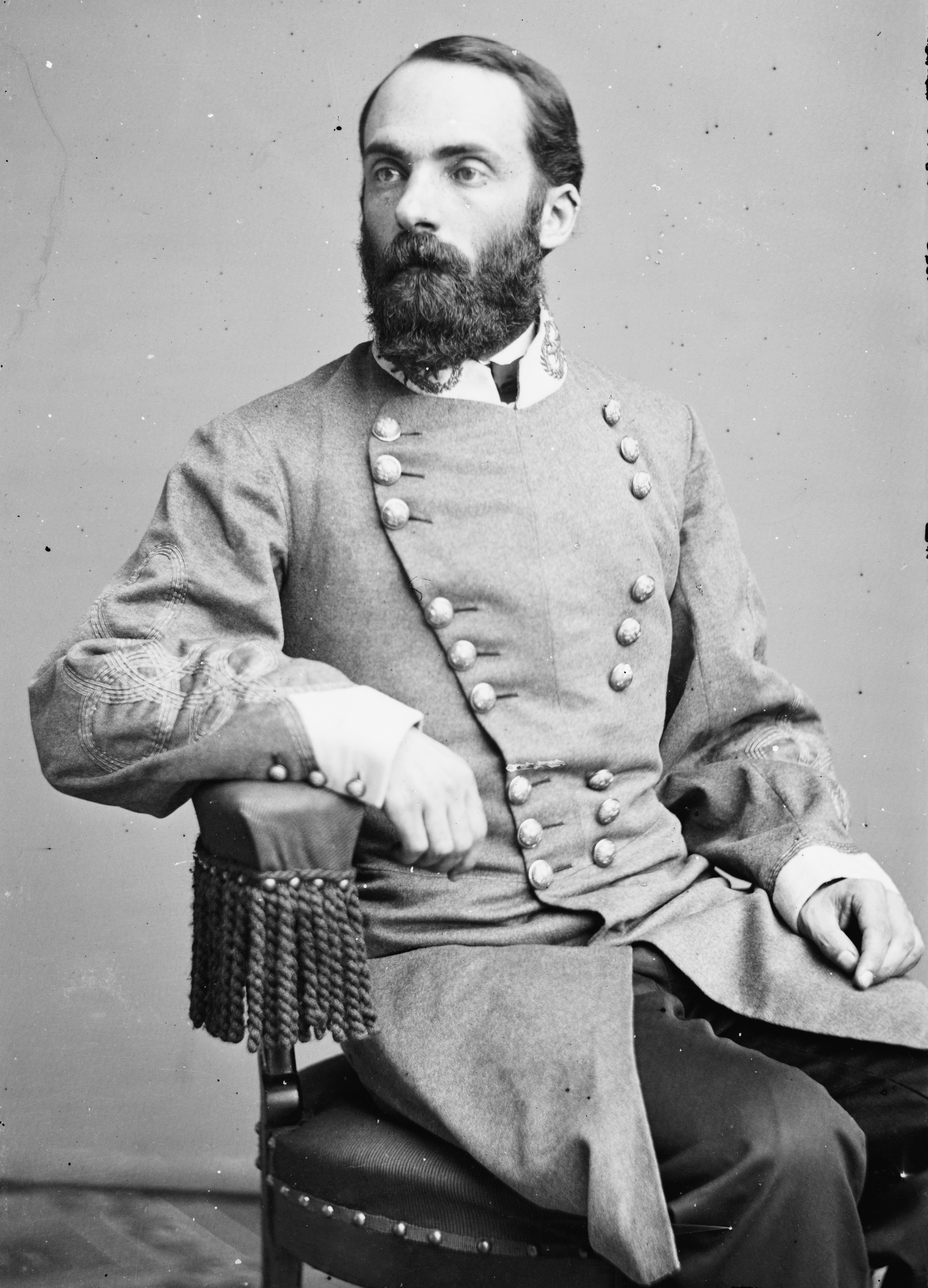
Gen. dyw. Joseph Wheeler

### Unia
U początku kampanii, Shermanowski Wydział Wojskowy Missisipi składał się z trzech armii
- Unijna Armii Tennessee gen. dyw. Jamesa McPhersona, w której skład wchodził XV Korpus gen. dyw. Johna Logana, XVI Korpus gen. dyw. Grenville’a Dodge’a oraz XVII Korpus gen. dyw. Francisa Prestona Blaira Jra. Kiedy McPherson został zabity pod Atlantą, jego miejsce zajął Oliver Howard.
- Armii Ohio gen. dyw. Johna Schofielda, składającej się z XXIII Korpusu oraz dywizji kawalerii gen. dyw. George’a Stonemana.
- Armii Cumberlandu gen. dyw. George’a Thomasa, w której skład wchodził IV Korpus Olivera Howarda, XIV Korpus gen. dyw. Johna Palmera, XX Korpus gen. dyw. Josepha Hookera oraz korpus kawaleryjski gen. bryg. Washingtona Elliotta.

Na papierze Sherman miał przewagę prawie 50 000 ludzi, jednakże jego siły były rozlokowane na przepustkach, zaś Johnston otrzymał 15 000 posiłków z Alabamy. Jednakże do czerwca, stabilny strumień wzmocnień podniósł liczebność armii Shermana do 112 000.

### Konfederacja
Przeciwko Shermanowi stała Konfederacka Armia Tennessee, dowodzona przez Josepha Johnstona, zastąpionego później przez Johna Bella Hooda. Dowódcami korpusów byli:
- Gen. br. William Hardee (dowódcy dywizji: Benjamin Cheatham, Patrick Cleburne, William Walker i William Bate).
- Gen. br. John Bell Hood (dowódcy dywizji: Thomas Hindman, Carter Stevenson i Alexander tewart).
- Gen. br. Leonidas Polk (jego korpus zwany był także armią Mississippi, z dwoma dywizjami gen. dyw. Williama Loringa i Samuela Frencha oraz dywizją kawalerii gen. bryg. Williama Hicksa Jacksona).
- Gen. dyw. Joseph Wheeler (korpus kawaleryjski z dywizjami gen. dyw. Williama Martina, gen. bryg. Johna Kelly’ego i Williama Humesa).

Johnston był konserwatywnym generałem, znanym z wycofywania armii przed uzyskaniem nieodwracalnych rezultatów. Potwierdzały to jego działania przeciwko George’owi McClellanowi podczas kampanii półwyspowej w 1862. Jednak w Georgii przeciw niemu stanął znacznie agresywniejszy Sherman. Armia Johnstona wielokrotnie okopywała się, Sherman zaś unikał ataków frontalnych, stosując manewry flankujące. Kiedy tylko udało mu się okrążyć (zwykle lewą) flankę, Johnston umykał na kolejne, z góry upatrzone stanowisko. Obie armie wykorzystywały linie kolejowe.

## Bitwy: Sherman kontra Johnston

Mapa kampanii atlanckiej
konfederaci
unioniści

konfederaci
     unioniści

### Rocky Face Ridge (7–13 maja 1864)
Johnston okopał swoje oddziały wzdłuż długiego i wysokiego pasma gór na wschód od Crow Valley. Kiedy nadciągnęły siły Shermana, ten postanowił zadziałać, posyłając naprzód dwie kolumny wojsk, zaś trzecią na prawą flankę w Resaca poprzez Snake Creek Gap. Pierwsze dwie kolumny starły się z wrogiem pod Buzzard Roost (Mill Creek Gap) oraz Dug Gap. W międzyczasie, trzecie kolumna, pod McPhersonem, przeszła przez Snake Creek Gap i 9 maja znalazła się na przedpolu Resaca, naprzeciw okopanych pozycji konfederatów. Obawiając się porażki, McPherson wycofał wojska z powrotem do Snake Creek Gap. 10 maja Sherman zdecydował dołączyć większość swoich ludzi do sił McPhersona. Następnego ranka, widząc wycofujące się oddziały Unii, Johnston uszedł na południe. w kierunku Resaca.

### Resaca (13–15 maja)
Siły Unii angażowały konfederatów na całej linii, chcąc je całkowicie osaczyć. Walki na pełną skalę wybuchły 14 maja, ale unioniści zostali odparci prawie na całej długości (prócz prawej flanki, lecz Sherman nie zdołał wykorzystać tej przewagi). 15 maja bitwa trwała nadal – żadna ze stron nie mogła uzyskać przewagi, dopóki Sherman nie posłał paru oddziałów przez rzekę Oostanula, odcinając Johnstonowi linie zaopatrzeniowe. Nie mogąc powstrzymać unionistów, Johnston wycofał się.

### Adairsville (17 maja)
Armia Johnstona uchodziła na południe, zaś Sherman deptał jej po piętach. Nie znalazłszy dogodnych pozycji obronnych na południe od Calhoun, konfederacki generał parł w kierunku Adairsville, a jego kawaleria skutecznie osłaniała marsz na tyłach. 17 maja IV Korpus Howarda wpadł na okopany korpus piechoty Hardee’ego, około 3 mile na północ od Adairsville. Do walki szykowały się trzy unijne dywizje, jednak generał Thomas wstrzymał je z powodu nadciągającego zmierzchu. Sherman zebrał swoich ludzi w pobliżu miasta, by zaatakować Johnstona następnego dnia. Konfederata zamierzał ustawić wojska w odpowiednio szerokiej dolinie, blokując flanki w pobliskich lasach, jednakże nie znalazłszy takowej, wycofał się.

### New Hope Church (25–26 maja)
Kiedy Johnston uchodził w kierunku Allatoona Pass, między 19 a 20 maja, Sherman zdecydował, iż atak w tym momencie będzie zbyt kosztowny – zamiast tego zaczął okrążać lewą flankę, by spowolnić marsz konfederatów do Dallas. Johnston przewidział ten ruch przeciwnika i zaatakował pod New Hope Church. Sherman błędnie ocenił, iż Johnston ma na podorędziu niewielkie siły, przez co pchnął do ataku cały XX Korpus generała Hookera, który został dotkliwie pobity. 26 maja obie siły okopały się.

### Dallas (26 maja – 1 czerwca)
Armia Shermana angażowała siły Konfederacji na całej linii. 28 maja Hardee sondował linie obronne Unii obstawione przez XV Korpus Logana, próbując wykorzystać wszelkie słabości. Walki trwały na dwóch krańcach, jednakże południowcy byli odpierani, tracąc wielu ludzi. Sherman nadal poszukiwał sposobu na okrążenie wojsk Johnstona, aż wreszcie 1 czerwca jego kawaleria zajęła Allatoona Pass, przez którą przebiegała linia kolejowa, co usprawniło linie zaopatrzeniowe armii Północy. Sherman dokonał odwrotu spod Dallas 5 czerwca i udał się na przełęcz Allatoony, zmuszając Johnstona do pójścia w jego ślady.

### Pickett’s Mill (27 maja)
Po porażce pod New Hope Church, Sherman rozkazał Howardowi atak na, jak się zdawało, odkrytą prawą flankę konfederatów. Ci byli jednak przygotowani – odparli atak, zadając unionistom ciężkie straty.

### Manewry wokół Marietty (9 czerwca – 3 lipca)
Gdy Sherman natrafił na siły Johnstona okopane pod Mariettą 9 czerwca, zaczął rozprowadzać swoje linie poza zasięg konfederatów, powodując kilka przegrupowań i wycofań. 18 i 19 czerwca Johnston, obawiając się okrążenia, przesunął armię na nowe, wcześniej wybrane miejsce na Kennesaw Mountain, okopaną, kształtem przypominającą łuk pozycję, na zachód od Marietty. W ten sposób chciał uchronić linie zaopatrzeniowe. Sherman dokonał kilku nieudanych ataków, aż ostatecznie rozciągnął prawą flankę, zmuszając Johnstona do odwrotu spod Marietty pomiędzy 2 i 3 lipca.

### Kolb’s Farm (22 czerwca)
Napotkawszy okopane linie konfederatów na Kennesaw Mountain, Sherman rozciągnął ponownie prawą flankę, chcąc okrążyć ich i odciąć od linii kolejowej. Johnston skontrował ten ruch, przesuwając korpus Hooda z lewego krańca na prawy 22 czerwca. Dotarłszy na nowe pozycje pod Mt. Zion Church, Hood postanowił uderzyć. Uprzedzeni o jego zamiarach generałowie Unii Schofield i Hooker okopali się. Artyleria Północy oraz bagnisty teren udaremniła atak konfederatów, zmuszając Hooda do wycofania się z ciężkimi stratami. Choć odniósł drobne zwycięstwo, Sherman nie zdołał okrążyć sił Południa.

### Kennesaw Mountain (27 czerwca)
Bitwa ta była znaczącym odstępstwem od zwykłej strategii Shermana, unikającego jak dotąd ataków frontalnych i starającego się zajść wroga od lewej flanki. Generał Unii był przekonany, że siły Johnstona zostały rozciągnięte zbyt cienko, co skłoniło go do ataku en masse. Rankiem 27 czerwca, po uprzednim ostrzale artyleryjskim, Sherman pchnął swoich ludzi do ataku. Początkowo udało im się opaść zagony Konfederacji na południe od Burnt Hickory Road, jednakże atak na okopanego wroga był bezcelowy. Walki zakończyły się po południu, zaś wojska Shermana poniosły duże straty.

## Bitwy: Sherman kontra Hood

### Peachtree Creek (20 lipca)
Johnston uszedł na południe od Peachtree Creek, ok. 3 mile na północ od Atlanty. Sherman podzielił swoją armię na trzy kolumny, chcąc uderzyć na miasto; od północy atakowała Armia Cumberlandu generała Thomasa. Johnston zdecydował się uderzyć na Thomasa, jednakże konfederacki prezydent Jefferson Davis odebrał mu dowództwo nad armią, przekazując je Hoodowi. Hood zaatakował Thomasa po tym, jak jego siły przeszły przez Peachtree Creek. Zdeterminowany atak w pewnym momencie zagroził złamaniem oporu Unii, jednakże udało się im odeprzeć uderzenie i ostatecznie to konfederaci musieli się wycofać.

### Atlanta (22 lipca)

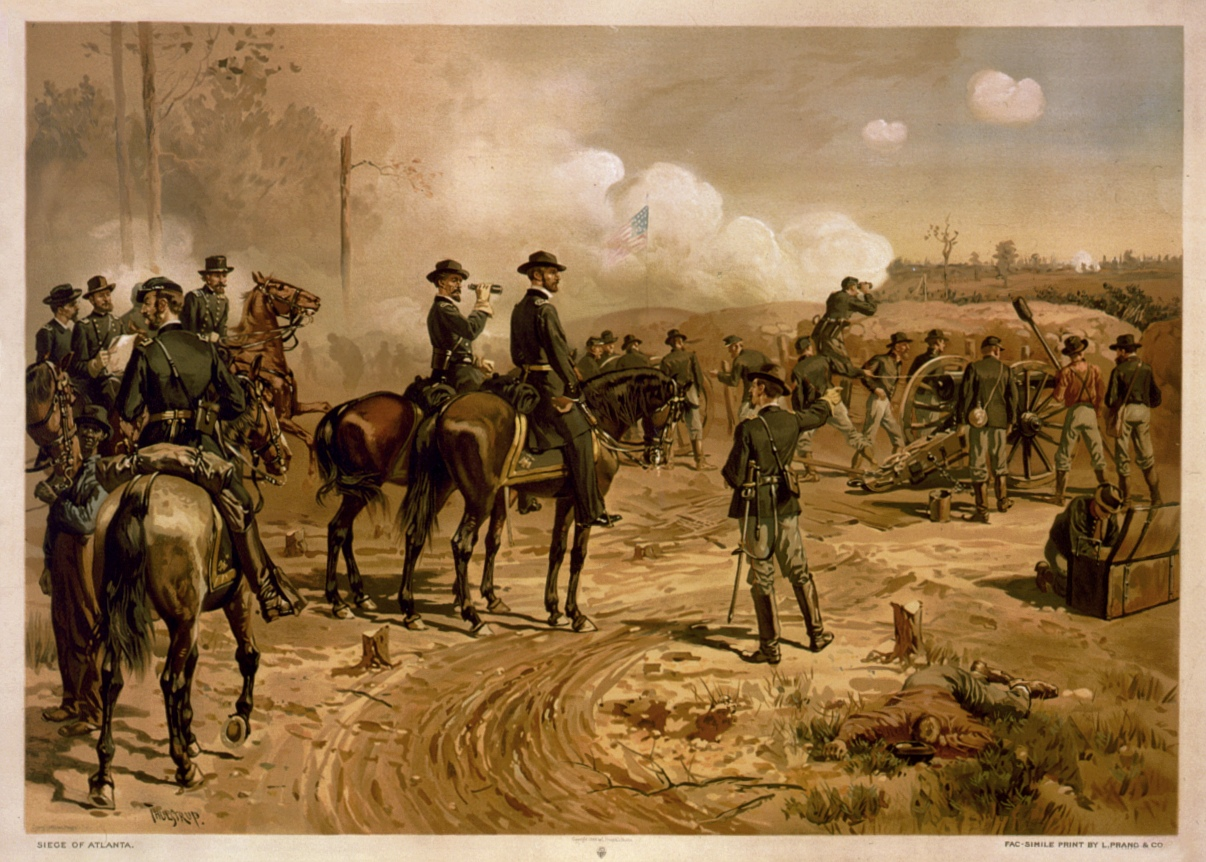
Oblężenie Atlanty autorstwa Thure de Thulstrupa (ok. 1888)

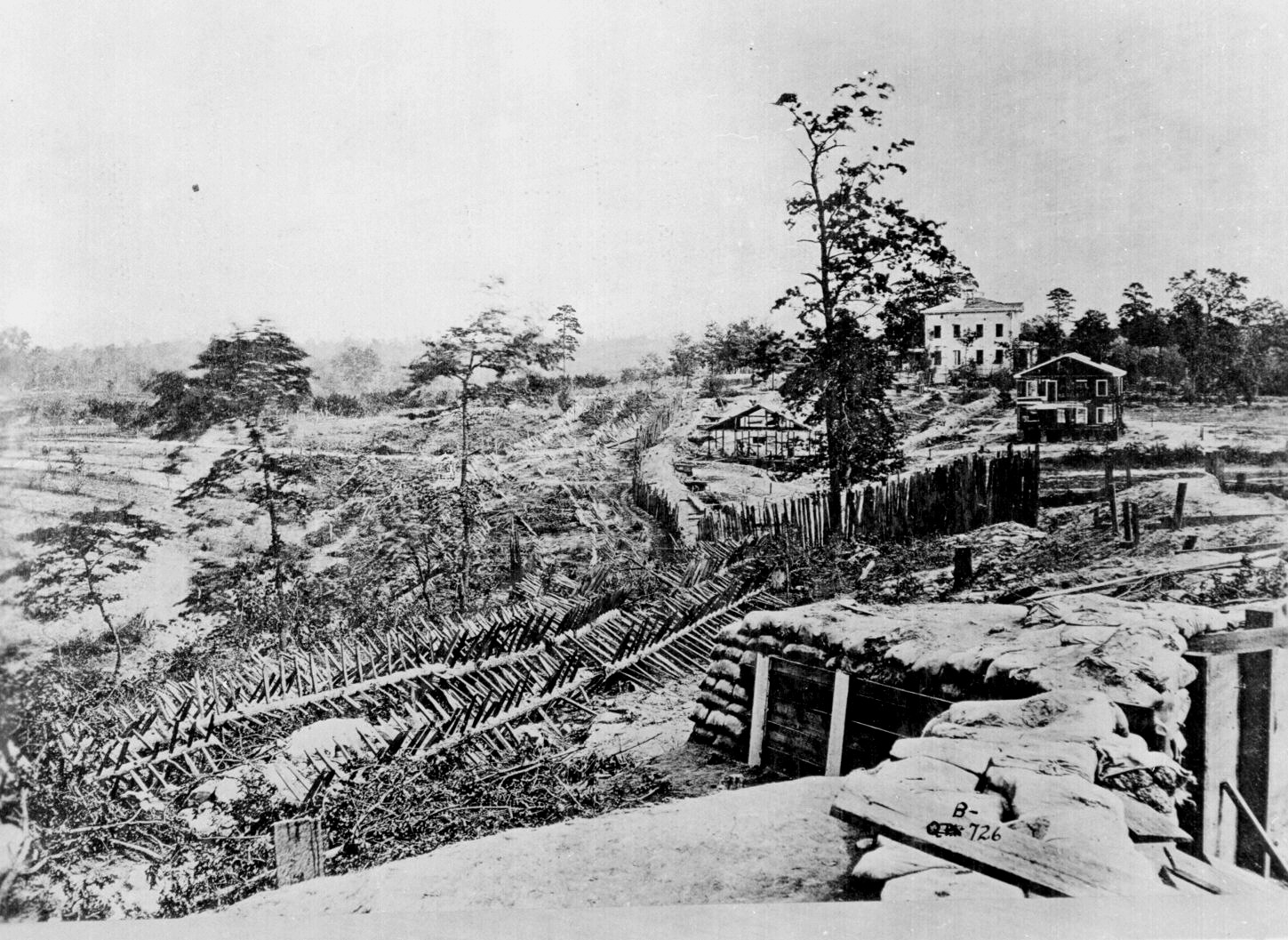
Palisady oraz kozły hiszpańskie naprzeciw Potter House, Atlanta, Georgia, 1864

Hood zadecydował uderzyć na armię Tennessee McPhersona. Wycofał nocą główne siły spod Atlanty, zmuszając Shermana do pójścia w ślad. W tym czasie oddziały Hardee’ego, przemaszerowawszy 15 mil, miały uderzyć na niechronione tyły i lewą flankę, na wschód od miasta. Kawaleria Wheelera miała odciąć linie zaopatrzeniowe Shermana, zaś korpus Cheathama uderzyć frontalnie. Jednakże Hood źle wykalkulował czas potrzebny na dokonanie przemarszu – Hardee miał szansę uderzyć dopiero po południu. Choć udało mu się wymanewrować Shermana, McPherson posłał rezerwowy XVI Korpus Dodge’a na lewą flankę, przez co Hood wpadł na świeżych żołnierzy i został odparty. Konfederackie ataki zaangażowały unijne tyły, powolnie przemieszczając się na lewą flankę. W tym czasie konfederacki żołnierz zastrzelił McPhersona, który udał się w pobliże walk, chcąc obserwować ich przebieg. Zajadłe ataki konfederatów trwały, jednakże Unia pozostała niewzruszona. Około 16.00 korpus Cheathama przebił się przez front, został jednak wstrzymany przez skomasowany ostrzał artyleryjski, prowadzony z kwatery głównej Shermana. XV Korpus Logana przeprowadził kontratak, który odtworzył linie unijne. Hood poniósł spore straty.

### Ezra Church (28 lipca)
Siły Shermana zbliżyły się poprzednio do Atlanty ze wschodu i północy, ale nie były w stanie się przebić – tym razem generał zarządził atak z zachodu. Armia Tennessee Howarda miała przemieścić się z lewego skrzydła na prawe, odcinając Hoodowi dostęp do linii kolejowej między East Point a Atlantą. Hood przewidział takie zagranie i posłał dwa korpusy gen. br. Stephena Lee oraz gen. br. Alexandra Stewarta, by związały walką i zniszczyły siły Unii pod Ezra Church. Howard, z kolei, przewidział posunięcie Hooda, okopał więc swoich ludzi na drodze konfederatów, po czym odparł ich zacięty atak, zadając znaczne straty. Nie udało mu się jednak przejąć linii kolejowej. Równoległa próba dwóch kolumn kawaleryjskich, starających się dokonać tego samego na południe od miasta, spełzła na niczym, zaś dywizja gen. dyw. Edwarda McCooka została całkowicie zmieciona pod Brown’s Mill, zaś gen. dyw. George Stoneman został wzięty do niewoli.

### Utoy Creek (5–7 sierpnia)
Nie zdoławszy okrążyć lewego skrzydła Hooda pod Ezra Church, Sherman postanowił rozciągnąć swoją prawą flankę, chcąc odciąć linię kolejową. Przeniósł armię Ohio Schofielda na zaangażowaną flankę, po czym wysłał go na północny brzeg Utoy Creek. Mimo że ludzie Schofielda dotarli do celu już 2 sierpnia, wraz z XIV Korpusem armii Cumberlandu, nie zdołali przekroczyć go aż do 4 sierpnia. 5 sierpnia Schofield dokonał przegrupowania, które zajęło cały dzień. Zwłoka pozwoliła siłom Konfederacji umocnić swoje pozycje wałami, które spowolniły ataki Unii 6 sierpnia. Wojska federalne zostały odparte z dużymi stratami. Linia kolejowa ponownie pozostała niezdobyta. 7 sierpnia pozostałe wojska Północy okopały się naprzeciw linii konfederatów, pozostając tam do końca sierpnia.

### Dalton (14–15 sierpnia)
Wheeler i jego kawaleria najechał północną Georgię, zamierzając zniszczyć linie kolejowe. Dojechawszy do Dalton późnym popołudniem 14 sierpnia zażądali poddania się garnizonu. Unioniści odmówili, po czym wybuchły walki. Liczebność konfederatów była wielokrotnie większa – wieczorem federalni wycofali się z fortu, stawiając zdeterminowany opór na pobliskich wzgórzach. Około 17.00 15 sierpnia Wheeler odstąpił, będąc zmuszonym przejąć dowodzenie na piechotą i kawalerią generała Jamesa Steedmana.

### Lovejoy’s Station (20 sierpnia)
W czasie, gdy Wheeler był nieobecny, łupiąc linie zaopatrzeniowe w Georgii i wschodnim Tennessee, Sherman wysłał kawalerię gen. bryg. Judsona Kilpatricka, aby nękał linie konfederackie. 18 sierpnia Kilpatrick najechał Atlanta and West Point Railroad, niszcząc krótki odcinek torów. Następnie udał się na Lovejoy’s Station, znajdującą się na linii Macon & Western Railroad. 19 sierpnia jego ludzie spustoszyli magazyn zaopatrzenia w Jonesboro. 20 sierpnia dotarli do Lovejoy’s Station, gdzie prędko pojawiła się piechota Patricka Cleburne’a – walki trwały do późnego wieczora. Chociaż Kilpatrick zdołał zniszczyć stację i tory, linia była gotowa do ponownego użytku raptem dwa dni później.

### Jonesborough (31 sierpnia – 1 września)
Sherman odcinał Hoodowi linie zaopatrzenia, posyłając drobne kontyngenty, jednakże konfederaci szybko naprawiali zniszczenia. Pod koniec sierpnia Sherman był zdeterminowany całkowicie odebrać dostawy południowcom, co zmusiłoby ich do ewakuacji Atlanty. Do spełnienia tego zadania posłał sześć korpusów piechoty. 25 sierpnia wojska uderzyły na Macon & Western Railroad pomiędzy Rough and Ready oraz Jonesborough. Aby temu zapobiec, Hood posłał Hardee’ego z dwoma korpusami, nie zdając sobie sprawy z prawdziwej liczebności wojsk Północy. 31 sierpnia Hardee zaatakował dwa z unijnych korpusów na zachód od Jonesborough, lecz został odparty. Obawiając się ataku na miasto, Hood wycofał jeden z korpusów Hardee’ego nocą tego samego dnia. Następnego ranka unijny korpus przedarł się przez linie konfederatów, zmuszając Hardee’ego do ucieczki. Nocą 1 września Hood ewakuował Atlantę, paląc zapasy i wojskowe instalacje, wzniecając wielki pożar w mieście (dramat tego inferna został przedstawiony w filmie z 1939 roku Przeminęło z wiatrem). Wojska Unii zajęły Atlantę 2 września. Sherman odciął linie zaopatrzenia, lecz nie udało mu się zgnieść Hardee’ego.

## Następstwa

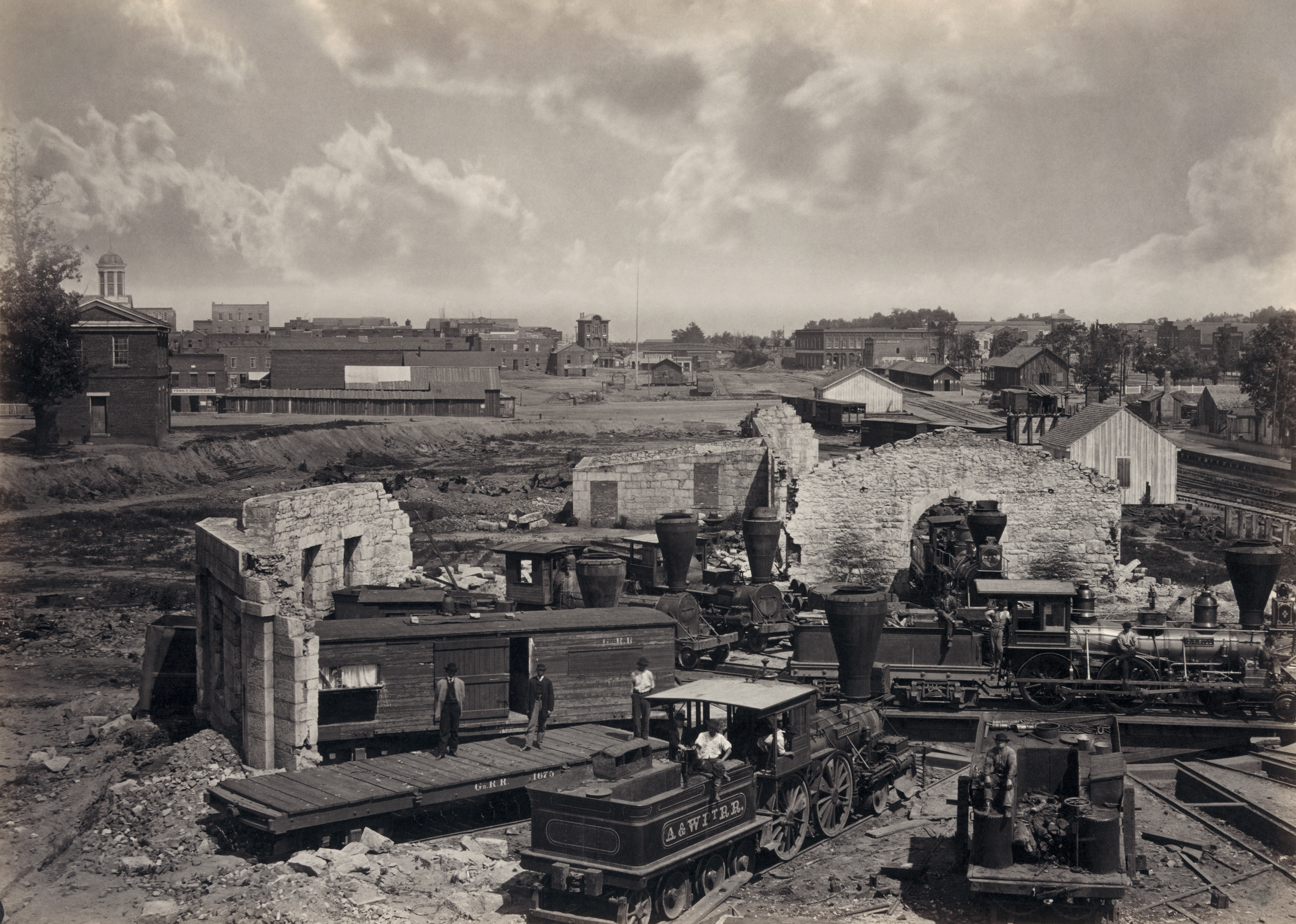
Parowozownia w Atlancie, po znacznych uszkodzeniach, będących wynikiem kampanii. Cyfrowo odwzorowana na negatywie albuminowym, 1866.

Sherman zwyciężył. Hood zaskarbił sobie miano najbardziej lekkomyślnego dowódcy armii konfederackiej. Liczba ofiar kampanii była podobna w obu armiach: 31 687 w wojskach federalnych i 34 979 w rebelianckich. Proporcjonalnie, straty Południa były większe. Hood opuścił Atlantę z 30 000 żołnierzy, podczas gdy Sherman posiadał ich 81 000. Wiktoria Shermana nie była pełna – nie udało mu się wykonać podstawowego zadania, tj. zniszczyć armię Tennessee, przez co później był krytykowany. Mimo wszystko zdobycie Atlanty przyniosło gigantyczną poprawę morale i stało się znaczącym przyczynkiem do reelekcji Abrahama Lincolna.
Bezpośrednimi strategicznymi następstwami kampanii atlanckiej była kampania Franklin-Nashville, mająca na celu ostateczne osaczenie Hooda oraz marsz Shermana.

## Dodatkowe źródła
- Luvaas, Jay, and Harold W. Nelson (eds.), Guide to the Atlanta Campaign: Rocky Face Ridge to Kennesaw Mountain, University Press of Kansas, 2008, ISBN 978-0-7006-1569-8.